# معاهدة فورت لارامي (1868)
معاهدة فورت لارامي (أيضًا تُعرف باسم معاهدة سو لعام 1868) هي اتفاق بين الولايات المتحدة وعشائر أوغلالا ومينيكونجو وبرولي التابعة لقبيلة لاكوتا ويانكتوناي داكوتا وأمة أراباهو، وذلك بعد فشل معاهدة فورت لارامي الأولى التي وُقّعت في عام 1851.
قُسّمت المعاهدة إلى 17 مادة. أسّست محمية سو العظمى بما في ذلك ملكية بلاك هيلز، وخصّصت أراضي إضافية «كأقاليم هندية غير متنازل عنها» في مناطق داكوتا الجنوبية ووايومنغ ونبراسكا، وربما مونتانا. تنص المعاهدة على أن الحكومة الأمريكية لا تتمتع فقط بالسلطة لمعاقبة المستوطنين البيض الذين ارتكبوا الجرائم بحق القبائل، بل أيضًا أفراد القبائل الذين ارتكبوا الجرائم والذين كان من المقرر تسليمهم إلى الحكومة بدلًا من مواجهة التهم في المحاكم القبلية. وقد نصت على تنازل الحكومة عن الحصون الواقعة على طول مسلك بوزمان، وتضمنت عددًا من الأحكام الموضوعة للتشجيع على الانتقال إلى الزراعة، وجعل حياة القبائل «أقرب إلى طريقة حياة الرجل الأبيض». حمت المعاهدة حقوقًا محددة لأطراف ثالثة لا تشارك في المفاوضات، وأنهت بفعالية حرب ريد كلاود. لم يشتمل هذا الحكم على قبيلة بونكا التي لم تكن طرفًا في هذه المعاهدة، وبالتالي لم تتح لهم الفرصة للاعتراض عندما انتهك مفاوضو المعاهدة الأمريكيون «عن غير قصد» معاهدة منفصلة مع قبيلة بونكا من خلال البيع غير القانوني لمحمية بونكا بأكملها إلى لاكوتا وفقًا للمادة 2 من هذه المعاهدة. لم تتدخل الولايات المتحدة أبدًا لإعادة أرض بونكا. بدلاً من ذلك، زعمت لاكوتا أن أرض بونكا هي ملكهم وشرعت بمهاجمة بونكا ومطالبتها بالضرائب حتى عام 1876 عندما اختار الرئيس يوليسيس س. غرانت حل الوضع عن طريق الأمر من طرف واحد بنقل بونكا إلى الأراضي الهندية. أُجريت عملية الإزالة -المعروفة باسم مسلك دموع بونكا- بالقوة في العام التالي وأسفرت عن أكثر من 200 حالة وفاة.
تفاوض أعضاء لجنة السلام الهندية المعيّنة من قبل الحكومة على المعاهدة، ووقّعوا عليها بين أبريل ونوفمبر 1868 عند فورت لارامي بالقرب من إقليم وايومنغ، مع الموقعين النهائيين وهم ريد كلاود نفسه وآخرين ممن رافقوه. ظهرت الأحقاد حول الاتفاقية بسرعة، وتجلّى ذلك بعدم احترام أي طرف للشروط بالكامل. اندلعت الحرب المفتوحة مرة أخرى في عام 1876، وضمّت حكومة الولايات المتحدة من جانب واحد الأراضي الأصلية المحمية بموجب المعاهدة في عام 1877.
شكلت المعاهدة الأساس لقضية المحكمة العليا لعام 1980، قضية الولايات المتحدة ضد هنود أمة سو، التي حكمت فيها المحكمة بأن الأراضي القبلية المشمولة بموجب المعاهدة قد استولت عليها حكومة الولايات المتحدة بشكل غير قانوني، واستحقت القبيلة التعويض بالإضافة إلى الفائدة. اعتبارًا من عام 2018، بلغ هذا المبلغ أكثر من مليار دولار. رفضت قبيلة سو المبلغ، مطالبين بدلًا من ذلك بإعادة أراضيهم.

## الخلفية
حاولت معاهدة فورت لارامي الأولى، الموقّعة في عام 1851، حل النزاعات بين القبائل والحكومة الأمريكية، وأيضًا بين القبائل نفسها، في المناطق الحديثة لمونتانا ووايومنغ ونبراسكا وداكوتا الشمالية والجنوبية. وأوضحت أن القبائل ستصنع السلام فيما بينها، وستسمح ببعض الوصول الخارجي إلى أراضيها (لأنشطة مثل السفر والمسح وبناء بعض المواقع الحكومية والطرق)، وأن القبائل ستكون مسؤولة عن الأخطاء التي يرتكبها شعبها. في المقابل، ستقدم حكومة الولايات المتحدة الحماية للقبائل، وتدفع الدفعات السنوية التي تبلغ 50 ألف دولار في السنة.
لم تطالب الولايات المتحدة بأي أرض تغطيها المعاهدة وقت التوقيع. تم تحديد «الأقاليم المعنيّة» الخمسة للقبائل المشاركة -سو، أراباهو وشايان، كرو، أسينيبوين، أريكارا، هيداتسا وماندان. شغلت القبائل في شمال سو، وأريكارا وهيداتسا وماندان إقليمًا مشتركًا. امتدت أراضي قبيلة كرو غرب أراضي أعدائها التقليديين في قبيلة سو. قسّم نهر باودر الأرضين. عندما خفّض مجلس الشيوخ الأقساط إلى 10 سنوات والتي كانت في الأصل 50 سنة، قبلت جميع القبائل التخفيض باستثناء قبيلة كرو. ومع ذلك، اعتُرف بالمعاهدة باعتبارها سارية المفعول. كان لمعاهدة عام 1851 عدد من أوجه القصور التي أدت إلى تدهور العلاقات، والعنف اللاحق على مدى السنوات القليلة المقبلة. من وجهة نظر القبائل، إن عدم وجود «أحكام إنفاذ» تحمي حدود عام 1851 أثبت خللًا بالنسبة لكرو وأريكارا وهيداتسا وماندان. لم تفِ الحكومة الفدرالية بالتزامها بحماية موارد القبائل وأراضي الصيد، ولم تسدّد سوى دفعة واحدة من الدفعات السنوية.
على الرغم من أن الحكومة الفدرالية عملت في إطار الديمقراطية التمثيلية، فإن القبائل فعلت ذلك من خلال الإجماع، وعلى الرغم من أن الزعماء المحليين وقّعوا على المعاهدة بصفتهم ممثلين، تمتّعوا بسلطة محدودة للسيطرة على هؤلاء الذين لم يوافقوا على الشروط. أخيرًا، أدى اكتشاف الذهب في الغرب، وبناء سكة حديد يونيون باسيفيك، إلى زيادة كبيرة في معدل السفر عبر المنطقة، خارج إقليم سو عام 1851. أدى هذا على نحو متزايد إلى نشوب اشتباكات بين القبائل والمستوطنين والحكومة الأمريكية، وانتهى المطاف باندلاع حرب مفتوحة بين شعب سو (واللاجئين من شايان وأراباهو من مذبحة ساند كريك في كولورادو عام 1864) والبيض في عام 1866.
لم تشارك أي من القبائل الأخرى الموقعة على معاهدة عام 1851 في المعركة مع الجنود الأمريكيين، وأيّد معظمها الجيش. مع خرق سلام عام 1851 بين القبائل، طالبت قبائل أريكارا وهيداتسا وماندان بدعم عسكري أمريكي ضد هنود سو المهاجمين في عام 1855. بحلول صيف عام 1862، كانت القبائل الثلاث قد غادرت جميع قراها الدائمة من المساكن الترابية في منطقة المعاهدة جنوب ولاية ميسوري -التي أصبحت الآن تحت سيطرة سو- وعاشوا سويًا في لايك إ-فيشهوك فيليج شمال النهر.
في منتصف خمسينيات القرن التاسع عشر، عبرت عشائر سو الغربية نهر باودر ودخلت منطقة معاهدة كرو. نظّم زعيم قبيلة سو «ريد كلاود» حزب الحرب ضد معسكر كرو عند مصب نهر روزباد في عام 1856. على الرغم من خوض أفراد قبيلة كرو «... معارك واسعة النطاق مع قبيلة سو الغازية» بالقرب من ويولا الحالية في مونتانا، استولت قبيلة سو على منطقة نهر باودر الغربية بحلول عام 1860.
في عام 1866، دعت وزارة الداخلية في الولايات المتحدة القبائل للتفاوض بشأن ممر آمن عبر مسلك بوزمان، بينما نقلت وزارة الحرب في الولايات المتحدة هنري بي. كارينغتون، بالإضافة إلى قائمة من 700 رجل إلى حوض نهر باودر، ما أشعل فتيل حرب ريد كلاود. ومع ذلك، فإن معظم المسار الذي سلكته العربة إلى مدينة بوزمان كان «عبر الأراضي التي حصلت عليها قبيلة كرو بموجب معاهدة عام 1851» «... هاجم أفراد قبيلة سو الولايات المتحدة على أي حال، مدعين أن يلوستون أصبحت أرضهم الآن». حرب ريد كلاود «... بدا أنها حرب سو الكبيرة لحماية أراضيهم. وكانت كذلك -ولكن أفراد قبيلة سو قد غزوا هذه الأرض حديثًا من قبائل أخرى ويدافعون الآن عن الأرض من القبائل الأخرى» والبيض العابرين. خلال الحرب، وقفت قبيلة كرو إلى جانب الجنود في الحاميات المعزولة. حثّ وولف بوو -أحد محاربي كرو- الجيش على «وضع هنود سو في بلادهم، ومنعهم من إثارة قلقنا».
بعد فقدان العزم على مواصلة الحرب -بعد الهزيمة في معركة فيترمان- واستمرار حرب العصابات التي شنّتها سو وشايان وأراباهو، والأسعار الباهظة للشحن في المنطقة، والصعوبة في العثور على مقاولين للعمل في خطوط السكك الحديدية، نظّمت الحكومة الأمريكية لجنة السلام الهندية للتفاوض بشأن إنهاء الأعمال العدائية المستمرة. وصل مستشار السلام الذي اختارته الحكومة في 19 أبريل 1868، إلى فورت لارامي، التي أصبحت فيما بعد ولاية وايومنغ. ستكون النتيجة المعالجة الثانية لمعاهدة فورت لارامي، الموقّعة في عام 1868.